# Toldy Nándori Ferenc
Toldy Nándori Ferenc (Nándor, Nógrád megye, 1845. szeptember 3. (keresztelés) – Budapest, 1886. szeptember 5.) színész.

## Életútja
Toldy Péter és Tóth Franciska fia. 1864. szeptember 18-án lett színész. 1871-ben Balogh György, 1875 július havában Krecsányi Ignác társulatának tagja volt. 1876-77-ben Mannsberghez (Mosonyi Károly) szerződött, Győrbe; játszott még Miklósy Gyula és Kőmíves Imre társulatában is. 1881 október havában a Népszínház szerződtette. 1883-ban Farkas Gusztáv, 1884-ben Gaál Sándor, 1885-ben Mészáros Kálmán, majd végül 1886-ban Krecsányi Katalin társulatában lépett fel. Ez év június havában elméje elborult. Szép alakkal és tehetséggel volt megáldva, de ahelyett, hogy az utóbbit fejlesztette s igazi művészi színvonalra emelte volna, könnyedén vette pályáját s oly életmódnak adta magát, mely már annyi jelesünket tönkre tett. Ő is az italnak lett az áldozata. Több színművet fordított: Három pár cipő, A lengyel zsidó, Százszorszép, Adél vagy színpad a színpadon, Varázstündérfátyol, A saint-fleuri rózsa, Február 6-ika, Rablók stb.
Neje: Bujka Janka, színésznő, színpadra lépett 1859. július 10-én, meghalt 1874. szeptember 18-án, Hódmezővásárhelyen.